# Arsłanbiek Alijew
Arsłanbiek Kadijewicz Alijew (ros. Арсланбек Кадиевич Алиев; ur. 23 września 1983) – rosyjski zapaśnik dagestańskiego pochodzenia, startujący w stylu wolnym. Drugi w Pucharze Świata w 2014; czwarty w 2015 i ósmy w 2011. Wicemistrz Rosji w 2010 i trzeci w 2011 i 2014 roku.